# Goudotina
Goudotina là một chi bọ cánh cứng trong họ Chrysomelidae.
Chi này được miêu tả khoa học năm 1910 bởi Weise.

## Các loài
Các loài trong chi này gồm:
- Goudotina bicolor Weise, 1910
- Goudotina femorata Bechyne, 1952
- Goudotina pauliani Bechyne, 1964
- Goudotina prasinella Bechyne, 1952
- Goudotina thoracica Bechyne, 1952